# Неомейнонгіанська метаонтологія Теренса Парсонса
Неомейнонгіанська метаонтологія Теренса Парсонса — неомейнонгіанська метаонтологічна теорія Теренса Парсонса, яка відмовляється від ортодоксичного куайнівського заперечення неіснуючих об'єктів. Центральним у цій теорії є визнання, що поряд із реально існуючими об'єктами існує також необмежена множина неіснуючих конкретних об'єктів.

## Історичний контекст
Парсонс сформулював свою метаонтологію як відповідь на критику мейнонгіанської концепції з боку Рассела і Куайна.

## Основні положення
- Визнання неіснуючих об'єктів Теорія Парсонса стверджує, що існують об'єкти, які не існують в традиційному розумінні (єдинороги, золоті гори, Пегас, Шерлок Холмс тощо), але все ж «є» в метафізичному сенсі.

- Ортодоксія щодо реальних об'єктів Парсонс зберігає традиційне розуміння «існування» для звичних фізичних об'єктів, але розширює онтологію за рахунок нових «неіснуючих» об'єктів.[1]

## Механізм побудови об'єктів
- Парсонс виходить із припущення, що жодні два реальні об'єкти не мають абсолютно однакових нуклеарних властивостей.
- Відповідно, кожному реальному об'єкту відповідає унікальна множина цих властивостей.

- Далі список множин властивостей можна продовжити будь-якими непустими наборами нуклеарних властивостей, що не належать жодному реальному об'єкту. Наприклад, множина {золотистість, гористість} відповідає «золотій горі».[1]

## Парсонівський принцип «згортання»
Щоб формалізувати співвідношення властивостей і об'єктів, Парсонс вводить Парсоновський принцип згортання (ППЗ):
Для будь‑якого множини нуклеарних властивостей існує об'єкт, який має всі властивості з цього множини і не має жодних інших нуклеарних властивостей.

## Нуклеарні vs екстрануклеарні властивості
- Нуклеарні властивості — фундаментальні (наприклад, «бути синім», «бути гористим», «бути квадратним»).
- Екстрануклеарні властивості — другорядні (наприклад, «існувати»), які виключаються з дії ППС, аби уникнути утворення «існуючих» неіснуючих об'єктів.[1][4][5]

## Поняття повноти та неповноти
- Об'єкт вважається повним, якщо для кожної нуклеарної властивості він має або цю властивість, або її нуклеарне заперечення.
- Усі реальні об'єкти є повними, тоді як неіснуючі об'єкти можуть бути неповними: вони мають лише ті нуклеарні властивості, які експліцитно вказані, і не мають ні властивості, ні її заперечення для інших випадків.[1]